# Ecclesiam a Jesu Christo
Ecclesiam a Jesu Christo é uma  carta encíclica promulgada pelo Papa Pio VII, publicada 13 de Setembro de 1821, com a qual o Papa condena todas as sociedades secretas, particularmente o Carbonária e Maçonaria que é considerada um desdobramento. O Papa observa que a referida "seita" apenas pretende fomentar rebelião e despojar os reis e príncipes de seu poder.
Assim dá a excomunhão como imposta aos seus membros.
Refere a seguinte passagem: “Os Carbonários têm como finalidade principal o mais perigoso de todos os sistemas: propagar a indiferença em matéria religiosa; dar a cada um a liberdade absoluta de fazer para si mesmo uma religião conforme suas tendências e suas ideias; (…) desprezar os sacramentos da Igreja (…) bem como os mistérios da religião católica; em fim, destruir esta Sé Apostólica contra a qual, animados por um ódio todo especial devido ao primado desta Cátedra (S. Aug. Epist. 43), eles tramam as mais detestáveis e sórdidas conspirações.”